# Burg Sinningen
Die Burg Sinningen ist eine abgegangene Spornburg auf einer länglich-rechteckigen 577,6 m ü. NN hohen Spornkuppe 5500 Meter nördlich von Erolzheim, 1500 Meter südwestlich des Ortsteils Sinningen der Gemeinde Kirchberg an der Iller im Landkreis Biberach in Baden-Württemberg.
Die Burg wurde vermutlich von den Herren von Sinningen im 12. Jahrhundert erbaut und 1127 erwähnt. Weitere Besitzer der Burg waren die Herren von Heimertingen und die Herren von Freyberg. Von der ehemaligen Burganlage ist nichts erhalten.